# Alucita denticulata
Alucita denticulata är en fjärilsart som beskrevs av Kôji Yano 1963. Alucita denticulata ingår i släktet Alucita och familjen mångfliksmott, (Alucitidae). Inga underarter finns listade i Catalogue of Life.